# NGC 4870
NGC 4870 este o liner situată în constelația Câinii de Vânătoare. A fost descoperită în 1 aprilie 1878 de către Lawrence Parsons.